# Воронин, Фёдор Николаевич
Федор Николаевич Воронин (23 февраля 1900, Васильцево, Владимирская губерния — 18 июня 1980, Москва) — советский военно-политический деятель, генерал-майор (1942). Член Военного совета Одесского военного округа. Депутат Верховного Совета РСФСР 1-го созыва, Верховного Совета Латвийской ССР 2-го созыва, Верховного Совета УССР 3-го созыва.

## Биография
Родился в деревне Васильцево (ныне Угличский район, Ярославская область) в крестьянской семье.
В Красной Армии — с 1919 г. Участник гражданской войны в России.
Член РКП(б) с 1919 года.
Находился на военно-политической работе в Красной Армии.
В 1939 году участвовал в боях с японцами в районе реки Халхин-Гол. Был главным военным советником начальника Политического управления Монгольской народной армии корпусного комиссара Ж. Лхагвасурена.
Во время Великой Отечественной войны с 1941 года находился на политических должностях: с июня 1941 года — начальник Политического управления Южного фронта, с июля по август 1941 года — член Военного совета новообразованной Приморской армии. Участник обороны Одессы.
С августа 1941 года — начальник Политического управления Московского военного округа, а в начале октября 1941 года был назначен членом Военного совета 57-й отдельной армии, которая формировалась в районе города Сталинграда. С июня 1942 года — начальник политического отдела 38-й армии.
С октября 1943 года — начальник политического отдела 67-й армии. Участник боев в Прибалтике. После войны продолжил службу в армии на военно-политических должностях.
В августе 1945 — феврале 1950 г. — начальник Политического управления Прибалтийского военного округа. В январе — июле 1950 г. — член Военного совета Прибалтийского военного округа — заместитель командующего войсками округа по политической части.
В июле 1950 — январе 1952 г. — член Военного совета Одесского военного округа — заместитель командующего войсками округа по политической части.
С октября 1954 года — в отставке.
Умер в 1980 году, похоронен Кунцевском кладбище в Москве.

## Звания
- полковник
- дивизионный комиссар
- генерал-майор (06.12.1942)

## Награды
- орден Ленина (21.02.1945)[2][3]
- четыре ордена Красного Знамени (1942[4], 14.02.1943[5], 03.11.1944[6][3], 15.11.1950[3])
- орден Богдана Хмельницкого 2-й степени (29.06.1945)[7]
- орден Отечественной войны 1-й степени (05.08.1944)[4]
- орден Красной Звезды (1939)[4]
- медали, в том числе:
  - «XX лет Рабоче-Крестьянской Красной Армии» (1938)[4]
  - «За оборону Ленинграда» (02.11.1945)[8]
  - «За оборону Одессы» (1943)[4]
  - «За победу над Германией» (05.09.1945)[9]
  - «Ветеран Вооружённых Сил СССР» (1976)

других стран
- орден Красного Знамени (МНР)
- Знак «Участнику боёв у Халхин-Гола»
- юбилейные медали (МНР)